# リン・ダン・ファン
リン・ダン・ファム（Linh-Dan Pham、1974年6月20日 - ）は、サイゴン生まれのベトナム系フランス人 (Vietnamese people in France) 女優。
ベトナム語表記はファム・リン・ダン（Phạm Linh Đan、范靈丹）。

## プロフィール
サイゴンに生まれ、その一年後に家族と共にフランス、パリ郊外にへ移住した。
1992年のオスカー受賞作のフランス映画『インドシナ』で、ベトナムの王女役として出演し知られるようになる。その後数回、映画に出演したものの、結局は10年間学業に専念し俳優業から身を遠ざけることになった。彼女はその間大学で商学を学び、卒業後は上級の販売責任者として働いた。
2001年、ニューヨークで演劇女優としてキャリアを再開する。その後フランスへ戻り、2005年『真夜中のピアニスト』のピアノ教師ミャオ・リン役で、映画女優として大きな復帰を果たし、翌2006年2月25日に、同役でセザール賞有望若手女優賞を受賞した。

## 主な出演作品
| 公開年 | 邦題 原題                                          | 役名               | 備考                         |
| ------ | -------------------------------------------------- | ------------------ | ---------------------------- |
| 1992   | インドシナ Indochine                               | カミーユ           |                              |
| 2005   | 真夜中のピアニスト De battre mon cœur s'est arrêté | ミャオ・リン       | セザール賞有望若手女優賞受賞 |
| 2007   | サイン・オブ・デス Pars vite et reviens tard       | カミーユ           |                              |
| 2008   | ダンテ01 Dante 01                                  | エリザ             |                              |
| 2009   | ミスター・ノーバディ MR.NOBODY                     | ジャン             |                              |
| 2009   | ニンジャ・アサシン Ninja assassin                  | プリティ・ニンジャ |                              |
| 2011   | ザ・フォース De force                              | アン               |                              |
| 2021   | ブルー・バイユー Blue Bayou                        | パーカー           |                              |